# ケノデオキシコール酸
ケノデオキシコール酸（ケノデオキシコールさん、英:Chenodeoxycholic acid, CDCA）は、胆汁酸の一種である。ケノデオキシコール酸は、白い結晶物で水に溶けないがアルコールや酢酸には溶け、融点は165-167 °Cである。このカルボン酸塩は、抱合ケノデオキシコール酸と呼ばれている。ケノデオキシコール酸は、肝臓で生成される4大有機酸の一つである。
ケノデオキシコール酸は、肝臓でコレステロールから合成される。それは、アヒルから初めて取り出され、それゆえギリシャ語でアヒルを意味する「ケノ」の名前が付けられた。
この化合物が大腸内の微生物に代謝されると二次胆汁酸であるリトコール酸に変化する。この反応は一部の腸内細菌が有する胆汁酸-7α-デヒドロキシラーゼの酵素によって触媒される。これらの2つの胆汁酸は、タウリン又はグリシンと結合することができる。この結合は肝臓内でより乖離度の高い条件下で行われるため、生成する化合物はイオン化されたままとなる。これらのイオン化した化合物は、消化器官に留まり回腸まで達し、そこで再吸収される。化合物の結合の目的は、回腸に至るまでの消化器官における脂質の吸収を手助けし続けるためである。
一箇所に細菌叢が停滞して留まること（ブラインドループ症候群）により微生物が小腸で異常増殖する場合、微生物が結合した胆汁酸を分離し脂質の消化吸収を妨げる。この症状は脂肪便を発現させる。
ケノデオキシコール酸とコール酸は、ヒトにおいて最も重要な胆汁酸である。その他の哺乳類では、デオキシコール酸の生成のほうが優勢である。ヒトでの代表的な2つの胆汁酸は、コール酸とケノデオキシコール酸である。ヒトの胆汁酸の比率は、一次胆汁酸であるコール酸（80%）、ケノデオキシコール酸（2%）、腸内細菌により7-α-デヒドロキシ化された二次胆汁酸である、デオキシコール酸（15%）、リトコール酸（微量）である。

ケノデオキシコール酸
リトコール酸